# Winifred Carney
Maria Winifred Carney (Bangor, 4 de desembre de 1887 – Belfast, 21 de novembre de 1943), també coneguda com a Winnie Carney, va ser una sufragista, sindicalista i militant independentista irlandesa.

## Primers anys
Nascuda en una família catòlica de classe mitjana-baixa al poble nord-irlandès de Bangor, al Comtat de Down, filla d'una mare catòlica i un pare protestant. Quan era una nena els seus pares es van divorciar, i el seu pare va marxar a Londres. Carney, am els seus sis germans i la seva mare, es van traslladar a Falls Road (Belfast), on la seva mare va regentar una petita botiga de dolços. Carney va ser educada a l'Escola de Germans Cristians al carrer Donegall de la ciutat, de la que també en fou mestra. Es va matricular a l'Acadèmia Comercial Hughes al voltant de 1910, on es va qualificar com a secretària i taquimecanògrafa, essent una de les primeres dones de Belfast en fer-ho.

## Sindicalisme i activisme
Carney va treballar com a secretària, i es va involucrar en activitats sindicals, el moviment sufragista i la Lliga Gaèlica. El 1912 Carney ja era responsable de la secció femenina de la Unió Irlandesa de Treballadors Tèxtils a Belfast, que havia fundat amb Delia Larkin aquell mateix any. Durant aquest període va conèixer James Connolly, i es va convertir en la seva secretària personal. Amb Connolly van treballar junts per millorar les condicions de les treballadores a Belfast, així com pel seu dret de sufragi, al costat d'altres sindicalistes com Ellen Grimley. Segons la seva biògrafa Helga Woggon, Carney era la persona més familiaritzada amb la política de Connolly. Carney llavors es va unir al Cumann na mBan, l'organització militar femenina que depenia dels Voluntaris Irlandesos, i va assistir a la seva primera reunió el 2 d'abril de 1914.

## Alçament de Pasqua
Carney va ser l'única dona present en l'ocupació inicial de l'edifici de Correus de Dublín durant l'alçament de Pasqua de 1916. Hi va entrar amb una màquina d'escriure i un revòlver Webley. Tot i que no era una combatent, se li va donar el rang d'oficial adjunt (adjutant) i es trobava entre l'últim grup que va sortir de l'edifici, on també hi era Connolly i Patrick Pearse. Es va quedar amb Connolly quan aquest va ser ferit, desobeint les ordres directes de Pearse i el mateix Connolly. Carney, al costat d'Elizabeth O'Farrell i Julia Grenan, va abandonar l'edifici amb la resta de rebels quan aquest es va començar a cremar. Van ubicar-se en un edifici del carrer Moore abans que Pearse es rendís.
Després de la seva captura, va ser retinguda a la presó de Kilmainham i després va ser traslladada a la presó de Mountjoy. Carney, al costat d'Helena Molony, Maria Perolz, Brigid Foley, Ellen O'Ryan entre d'altres, van ser traslladades a una presó anglesa. 69 dones van ser alliberades de la presó una setmana després de l'execució dels líders de l'Alçament. L'agost de 1916 Carney va ser internada a la presó d'Aylesbury, al costat de Nell Ryan i Helena Molony. Els tres van sol·licitar que el seu estatus d'internament, amb els privilegis que comportava, fos revocat i els tractessin com a presos comuns juntament amb Constance Markievicz. La seva petició va ser denegada, però Carney i Molony van ser alliberats dos dies abans del Nadal de 1916. Després del Tractat Angloirlandès i la formació de l'Estat Lliure Irlandès, Carney es va unir a les forces anti-Tractat i va ser detinguda diverses vegades.

## Carrera política
A les eleccions general de 1918, Carney es va presentar com a candidata del Sinn Féin a la circumscripció de Belfast Victoria. Va obtenir 539 vots (4,05%), per darrere de Thompson Donald (Ulster Unionist Labour Association), 69,9%, i Robert Waugh (Belfast Labour Party), 26,05%. Després de la derrota, va reprendre el seu treball a la Unió Irlandesa de Transports i Treballadors Generals (ITGWU). L'any 1920, moment de conflicte a Belfast, va formar part del 1er Batalló de la Brigada de Belfast del Cumann na mBan. Desencantada amb les polítiques d'Éamon de Valera, el 1924 va entrar al Partit Laborista.Va tornar a Belfast i es va casar el 1928 amb George McBride, un orangista protestant i antic membre dels Voluntaris de l'Ulster, organització que irònicament va respondre a la creació dels Voluntaris Irlandesos, dels quals Carney havia estat membre. Els dos van compartir militància al Partit Socialista de Belfast, tot i que a finals de la dècada de 1930 Carney va limitar les seves activitats polítiques per problemes de salut.
Va morir el 1943, essent enterrada al cementiri de Milltown en una tomba sense làpida. La tomba va ser trobada anys més tard, i la National Graves Association de Belfast va erigir una làpida en record de Carney.